# Доска для сыра

Нидерландские сырные доски с сырными ножами

Доска для сыра — предмет столовой посуды для подачи целого куска сыра к столу, чтобы прямо за столом нарезать его по мере необходимости.
Может быть изготовлена из различных материалов: дерева, твёрдого пластика, мрамора, искусственного камня, фаянса, фарфора и других видов керамики. Изготовляются и комбинированные доски для сыра: так, керамическая плитка может быть вставлена в деревянную доску.
В то же время, например, по нормам советского товароведения 1950-х годов в отношении материалов для этих изделий оговаривались значительно более жесткие требования: в соответствии с ними доски для сыра могли быть только фарфоровыми или фаянсовыми. Строго регламентировались и их габариты: пласт толщиной 8—10 мм прямоугольной формы, размер 270х180 мм для фарфоровых и 245х180 мм для фаянсовых. При этом для фаянсовых досок для сыра предписывалась двусторонняя глазуровка, а для фарфоровых — только с верхней стороны. И для тех, и для других допускались подглазурные или надглазурные рисунки.
В ресторанной практике при подаче сыров на сырной доске принято подавать и специальный сырный нож, а при подаче ассорти разных по твердости и консистенции сыров — набор таких ножей. Чаще всего обходятся одним, называемым классическим или универсальным, который подходит для большинства сортов сыра за исключением самых мягких и самых твердых. Его лезвие — как правило, зазубренное, нередко со сквозными отверстиями или боковыми углублениями-грантонами, предотвращающими налипание продукта — имеет изогнутый конец с двумя зубцами, которыми накалывают отрезанный кусочек сыра.
В Нидерландах, где сыр традиционно занимает важное место в гастрономической культуре, доски для сыра являются ходовыми туристическими сувенирами. Особенной популярностью пользуются цельнофаянсовые — из знаменитого делфтского фаянса, а также деревянные в форме палитры со вставленной в них прямоугольной керамической плиткой, на которую нанесён рисунок.